# Swartzia schunkei
Swartzia schunkei är en ärtväxtart som beskrevs av John Macqueen Cowan. Swartzia schunkei ingår i släktet Swartzia och familjen ärtväxter. Inga underarter finns listade i Catalogue of Life.